# Christian-Louis de Waldeck
Le comte Christian-Louis de Waldeck (né le 29 juillet 1635 à Waldeck, décédé le 12 décembre 1706 à Bad Arolsen) est comte de Waldeck-Wildungen à partir de 1645 et comte de Waldeck et Pyrmont à partir de 1692 jusqu'à sa mort.

## Biographie
Il est le fils aîné du comte Philippe VII de Waldeck (1613-1645) et sa femme, Anne-Catherine de Sayn-Wittgenstein (1610-1690). Il est l'ancêtre de tous les princes et comtes de Waldeck. La maison princière d'Alrosen provient de son premier mariage, tandis que la ligne de  Waldeck-Bergheim, qui réside à Bergheim près de Bad Wildungen et s'éteignit en ligne masculine en 1966, est issue de son second mariage par l'intermédiaire de son fils Josias Ier de Waldeck.
Après la mort de son père en 1645, Christian Louis hérite du comté de Waldeck-Wildungen. sa mère et d'Henri-Wolrad de Waldeck, un cousin de son père, assurent son éducation et la régence jusqu'en 1660. Christian-Louis réside au château de Christiansbourg, qu'il fit construit à Kleinern, près de Wildungen.
Le 12 juin 1685, il conclut un traité d'héritage avec son cousin le comte Georges Frédéric de Waldeck, qui introduit la primogéniture dans la maison de Waldeck. Quand Georges-Frédéric meurt en 1692, Christian-Louis hérite de Waldeck-Eisenberg et réunit tous les domaines de Waldeck pour la première fois depuis 1397. Avec Waldeck-Eisenberg, il hérite aussi du comté de Pyrmont. En 1695, il transfère sa résidence à Bad Arolsen et en 1696, il déménage la chancellerie du comté de Korbach à Mengeringhausen.
Christian hérite de droits sur le comté de Rappoltstein en Alsace venant de sa première épouse. Même s'il ne le pouvait pas, il ajoute néanmoins le bras de Rappoltstein à son blason et lui et ses successeurs ont ajouté "comte de Rappoltstein" à leurs titres.
Christian Louis atteint le grade de maréchal de camp.
Au cours de son règne, des chasses aux sorcières ont lieu à Wildungen de 1650 à 1664.

## Mariages et descendance
Christian-Louis se marie le 2 juillet 1658 avec Anne-Élisabeth de Rappoltstein (7 mars 1644 - 6 décembre 1676). Avec elle, il a les enfants suivants :
- Charlotte Élisabeth (8 octobre 1659 -  22 mars 1660)
- Élisabeth-Dorothée (6 juillet 1661 - 23 juillet 1702 à Frein), mariée le 17 décembre 1691 avec Rodolphe de Lippe-Frein
- Georges-Frédéric (21 juin 1663 - 28 avril 1686)
- Henry Wolrad (2 avril 1665 - 8 septembre 1688 à Negroponte)
- Charlotte-Sophie (18 janvier 1667 - 6 septembre 1723 à Glaucha), mariée en 1707 avec Jean Junker (3 juin 1680 - 25 octobre 1759 à Halle)
- Alexandrine Henriette (17 juillet 1668 - 10 septembre 1668)
- Christiane Madeleine (30 juin 1669 - 18 mars 1699 à Hildburghausen), abbesse de Schaaken
- Éléonore Catherine (5 août 1670 - 12 septembre 1717 à Minden).
- Eberhardine Louise (9 août 1671 - 19 septembre 1725)
- Frédéric-Charles-Louis (18 juillet 1672 - 30 mars 1694 à Hellevoetsluis)
- Philippe-Ernest (26 août 1673 - 27 juin 1695)
- Charles (1674)
- Auguste-Guillaume (5 septembre 1675 - 20 août 1676)
- Frédéric-Antoine-Ulrich de Waldeck-Pyrmont (27 novembre 1676 - 1er janvier 1728), marié en 1700 à Louise de Deux-Ponts-Birkenfeld (1678-1753), fille de Christian II de Birkenfeld-Bischweiler
- Marie-Henriette (27 novembre 1676 - 8 juillet 1678)

Le 6 juin 1680 à Nice, il épouse Jeannette de Nassau-Idstein (1657-1733), fille de Jean de Nassau-Idstein (1603-1677). Avec elle, il a les enfants suivants :
- Ernest Auguste (11 octobre 1681 - 15 novembre 1703, mort à la bataille de Speyerbach)
- Henri-Georges (24 mai 1683 - 3 août 1736 à Wildungen), marié le 8 décembre 1712 avec Ulrique Éléonore (3 avril 1689 - 6 octobre 1760 à Bergheim), fille de Frédéric Christophe de Dohna-Carwinden (7 janvier 1664 - 20 juillet 1727)
- Christine Éléonore Louise (11 avril 1685 - 8 février 1737 à Selbach), abbesse de Schaaken
- Sophie Wilhelmine (6 juin 1686 - 23 août 1749), abbesse de Schaaken
- Charles Christian Louis (25 décembre 1687 - septembre 1734 à Quingentole (en Italie))
- Josias (29 août 1689 - 7 novembre 1693)
- Jean Wolrad (20 mai 1691 - 22 juillet 1691)
- Henriette Albertine (26 janvier 1695 - 7 décembre 1699 à Arolsen)
- Josias Ier de Waldeck-Berheim (de) (20 août 1696 - 2 février 1763), marié en janvier 1725, avec Dorothée Sophie (1698-1774), fille de Louis Henri de Solms-Rödelheim et Assenheim.
- Charlotte Florentine (10 octobre 1697 - 6 mai 1777 à Fritzlar), abbesse de Schaaken
- Frédéric-Guillaume (24 Mai 1699 - 9 janvier 1718)